# أرنولد هربرت
أرنولد هربرت (بالإنجليزية: Arnold Herbert)‏ هو سياسي بريطاني (وحمل سابقاً جنسية المملكة المتحدة لبريطانيا العظمى وأيرلندا)، ولد في 1863، وتوفي في 22 نوفمبر 1940. حزبياً، نشط في الحزب الليبرالي. في الانتخابات العامة في المملكة المتحدة 1906 ‏، انتخب عضو برلمان المملكة المتحدة الـ28 عن دائرة ويكوم (12 يناير 1906 – 10 يناير 1910).